# Ahmed Salah Abdou Nada
Ahmed Salah Abdou Nada (en arabe : احمد صلاح عبده ندا), né le 6 décembre 1986, est un nageur égyptien.

## Carrière
Ahmed Salah Abdou Nada remporte aux Jeux africains de 2003 à Abuja la médaille d'or sur 200 mètres papillon et la médaille de bronze sur 100 mètres papillon.
Il obtient la médaille d'or du 200 mètres papillon et la médaille d'argent du 50 et 100 mètres papillon ainsi que du 4 x 100 mètres quatre nages aux Jeux de la solidarité islamique de 2005 à Dakar.
Il est médaillé d'or du 200 mètres papillon, médaillé d'argent du 100 mètres papillon et médaillé de bronze du 4 x 100 mètres nage libre ainsi que du 4 x 100 mètres quatre nages aux Championnats d'Afrique de natation 2006 à Dakar.
Il remporte aux Jeux africains de 2007 à Alger la médaille d'argent sur 200 mètres papillon et la médaille de bronze sur 100 mètres papillon et sur 4 x 100 mètres quatre nages. La même année, il obtient aux Jeux panarabes de 2007 au Caire la médaille d'or sur 100 et 200 mètres papillon et la médaille d'argent sur 50 mètres papillon et sur 4 x 100 mètres quatre nages.
Il est éliminé en séries du 100 mètres papillon aux Jeux olympiques d'été de 2008 à Pékin.